# 横浜市立大学医学会
横浜市立大学医学会（よこはましりつだいがくいがくかい、英: Yokohama City University Medical Association）は、横浜市立大学医学部医学科・大学院医学研究科に在籍する教員・学生、横浜市立大学附属病院・附属市民総合医療センターに勤務する医師、及び横浜市立大学医学部医学科同窓会（倶進会）会員をもって構成される学術団体。医学研究を推進し、会員の学識を高め、あわせて会員相互の連携を図ることを目的としている。
本部事務局を横浜市立大学医学部内に置いている。

## 概要
宣教師ジェームス・カーティス・ヘボンと宣教師デュアン・シモンズが、横浜の近代医学の基礎を築いたといわれる。とくにシモンズは、1871年（明治4年）に横浜に設立された「十全醫院」（現：横浜市立大学附属市民総合医療センター）に勤務し、後進の指導を行った。十全醫院は最新の西洋医学を学ぶ日本人医師が集う場となり、日本の近代医学の一つの源流となった。1891年（明治24年）に十全醫院は横浜十全医院に改称し、1944年（昭和19年）に横浜十全医院を中核として横浜市立医学専門学校（後に横浜医科大学）が開校した。そして、1948年（昭和23年）に横浜医科大学（後に横浜市立大学医学部）を中心に神奈川県医師会、横浜市医師会が参加し、医学研究の推進を目的とした「横浜医学会」（英: Yokohama Medical Association）が設立された。
ヘボンとシモンズ以来の伝統を受け継いだ横浜医学会は1967年（昭和42年）に神奈川県医師会と分離し、1976年（昭和51年）に横浜市立大学医学部医学科同窓会（倶進会）の会員全員加入の新組織として、横浜医学会を継承する「横浜市立大学医学会」が発足した。
現在、横浜市立大学医学会は5000名以上の医師・医学生の会員を擁する。

## 主な事業
- 学術誌の発行
- 医学会講演会の開催
- 横浜市立大学医学会賞・医学研究奨励賞の授与

## 横浜医学
横浜医学は、横浜医学会の学会誌として、1948年（昭和23年）6月に創刊された学術誌。1976年（昭和51年）以降、横浜市立大学医学会の学術誌として、出版は継続されている。 創刊時の英称はJournal of Yokohama Medical Associationであったが、横浜医学会から横浜市立大学医学会への移行に伴い、The Yokohama Medical Journalに変更された。その際に雑誌表装もブルーとなり、今日に至る。
横浜医学は、基礎、臨床、社会医学を含めた医学及び関連領域のすべてを対象とし、創刊以来、会員による研究の成果を広く紹介することを目的とする。掲載記事は、原著論文、症例報告、総説、トピックスなどがある。言語は英語、日本語。